# Ettore Mazzoleni
Ettore Mazzoleni (Brusio, 18 giugno 1905 – 1º giugno 1968) è stato un direttore d'orchestra, insegnante, scrittore e direttore artistico svizzero naturalizzato canadese di origini italiane.

## Biografia
È stato uno dei più importanti direttori d'orchestra della Canadian Opera Company durante i suoi primi anni, dal 1958 al 1968. Per molti anni è stato commentatore di programmi della Toronto Symphony Orchestra (TSO) ed ha anche prestato servizio come direttore associato dell'orchestra dal 1942 al 1948. Divenne cittadino canadese naturalizzato nel 1949.
Nato da genitori italo-svizzeri a Brusio, Ticino, Svizzera, Mazzoleni conseguì un Bachelor of Music e un Bachelor of Arts in matematica presso l'Università di Oxford nel 1927. Continuò a studiare pianoforte al Royal College of Music mentre contemporaneamente lavorava sul personale d'opera della scuola dal 1927 al 1929. Mentre era lì ebbe l'opportunità di lavorare a stretto contatto con Sir Adrian Boult e Ralph Vaughan Williams.

## Carriera in Canada
Nel 1929 Mazzoleni emigrò in Canada per entrare nelle facoltà di musica e inglese dell'Upper Canada College, dove rimase fino al 1945. Lavorò spesso come consulente per il programma d'opera presso The Royal Conservatory of Music (TCM), iniziando con il la produzione scolastica del 1929 di Hugh the Drover di Vaughan Williams. Nel 1932 si iscrive alla facoltà di musica della MTC dove insegna storia della musica e direzione d'orchestra. In seguito successe a Donald Heins come direttore dell'orchestra sinfonica della TCM nel 1934.
Mentre insegnava ancora alla MTC, Mazzoleni fu nominato nel 1952 Direttore della Divisione Opera dell'Università di Toronto (UTOD), incarico che mantenne fino al 1966. Durante il suo mandato collaborò anche con il Festival dell'Opera di Toronto (OFT ) fondato dall'UTOD nel 1950, prestando servizio a vario titolo come direttore artistico del festival (1953), amministratore delegato (1954) e direttore generale (1955–56). Nel 1958 l'OFT divenne una compagnia d'opera professionale a tempo pieno, la Canadian Opera Company e Mazzoleoni fu molto attivo dirigendo opere con la compagnia fino alla sua morte improvvisa in un incidente d'auto nel 1968. Tra i suoi allievi notevoli spiccano i musicisti Howard Cable, Robert Fleming , James Gayfer, Godfrey Ridout e Rudy Toth.